# Cybercom Group
Cybercom Group AB var ett IT-konsultbolag som hjälpte företag och organisationer att ta tillvara den uppkopplade världens möjligheter. Bolagets expertisområden täckte hela ekosystemet inom kommunikationstjänster. Cybercoms hemmamarknad var Norden, därtill erbjöd bolaget global leveranskapacitet för lokala och internationella affärer. Cybercom Group AB grundades 1995 i Stockholm. 1999 noterades företaget på NASDAQ Stockholm men avnoterades 2015.
2021 köptes Cybercom av Knowit.